# Rasmus Myrgren
Paul Rasmus Myrgren, född 25 november 1978 i Lindome församling i Göteborgs och Bohus län, är en svensk laserseglare, 176 cm, 83 kg, civilingenjör som tog brons i OS i London 2012. Vid OS i Peking 2008 låg Rasmus på silver plats men slutade på en sjätte plats, efter att en helikopter skapat ett vindhål i sista finalracet där Rasmus fastnat, och missat starten. Han har även ett brons från VM 2006 samt silver- och bronsmedaljer från för-OS (Aten och Beijing). Myrgren tävlar för GKSS. Rasmus har under sin segling karriär även jobbat som Management konsult.

## OS i Peking
Under OS i Peking låg Myrgren på en silverplats inför det avgörande finalracet (medalj racet).
Under OS i Peking använde man sig för första gången av "medalj race". 
Myrgren var den ende som kunde ta guldet från  Paul Goodison  under medalj racet vilket ledde till att Paul Goodison bevakade Myrgren innan starten. Även media bevakade Goodisons och Myrgrens uppgörelse från en helikopter som kom lite för när och skapade ett vindhål vilket ledde till att de båda seglarna startade lång efter övriga tävlande. Goodison och Myrgren slutade på sista och näst sista plats (endast 10 seglare i medalj racet, men man räknar dubbla poäng) i medalj racet vilket ledde till en 6:e plats totalt för Rasmus Myrgren.